# Château de Saint-Brice (Mayenne)
« Le château » de Saint-Brice, était situé en Mayenne, à Saint-Brice. Ses vestiges sont visibles à 200 mètres du bourg de Saint-Brice, sur le bord de la Taude, au point de rencontre de ce cours d'eau avec le chemin conduisant à Saint-Loup. 
Il s'agissait d'une construction militaire élevée sur l'emplacement du donjon détruit en 1173 par Maurice II de Craon, qui soutenait contre les seigneurs d'Anjou et du Maine du parti français la cause de son suzerain Henri II d'Angleterre.
Le château de Sablé, à la prise duquel les moines de l'abbaye de Bellebranche perdirent les effets précieux et les approvisionnements qu'ils y avaient déposés, et le château de Saint-Brice dont le voisinage les rendait continuellement victimes des déprédations de la garnison, sont tombés au pouvoir des Anglais, le premier à une date inconnue, le second, en 1358. Bertrand du Guesclin les avait reconquis lui-même vers la fin de 1361.

## Sources et bibliographie
- « Château de Saint-Brice (Mayenne) », dans Alphonse-Victor Angot et Ferdinand Gaugain, Dictionnaire historique, topographique et biographique de la Mayenne, Laval, A. Goupil, 1900-1910 [détail des éditions] (BNF 34106789, présentation en ligne)
- Victor Duchemin, Charte du roi Charles V, 4 avril 1365, Revue d'Histoire et d'Archéologie du Maine, tome II, 1877, p. 112-118.